# Golden House
Golden House (englischer Originaltitel: The Golden House) ist ein Roman des Schriftstellers Salman Rushdie aus dem Jahr 2017. Er handelt vom Oberhaupt eines indischen Verbrecherclans und seinen drei Söhnen, die in die Vereinigten Staaten auswandern und dort ein Leben im Geist des alten Roms führen. In einer Nebenfigur des Romans, dem Joker, persifliert Rushdie den amerikanischen Präsidenten Donald Trump.

## Inhalt

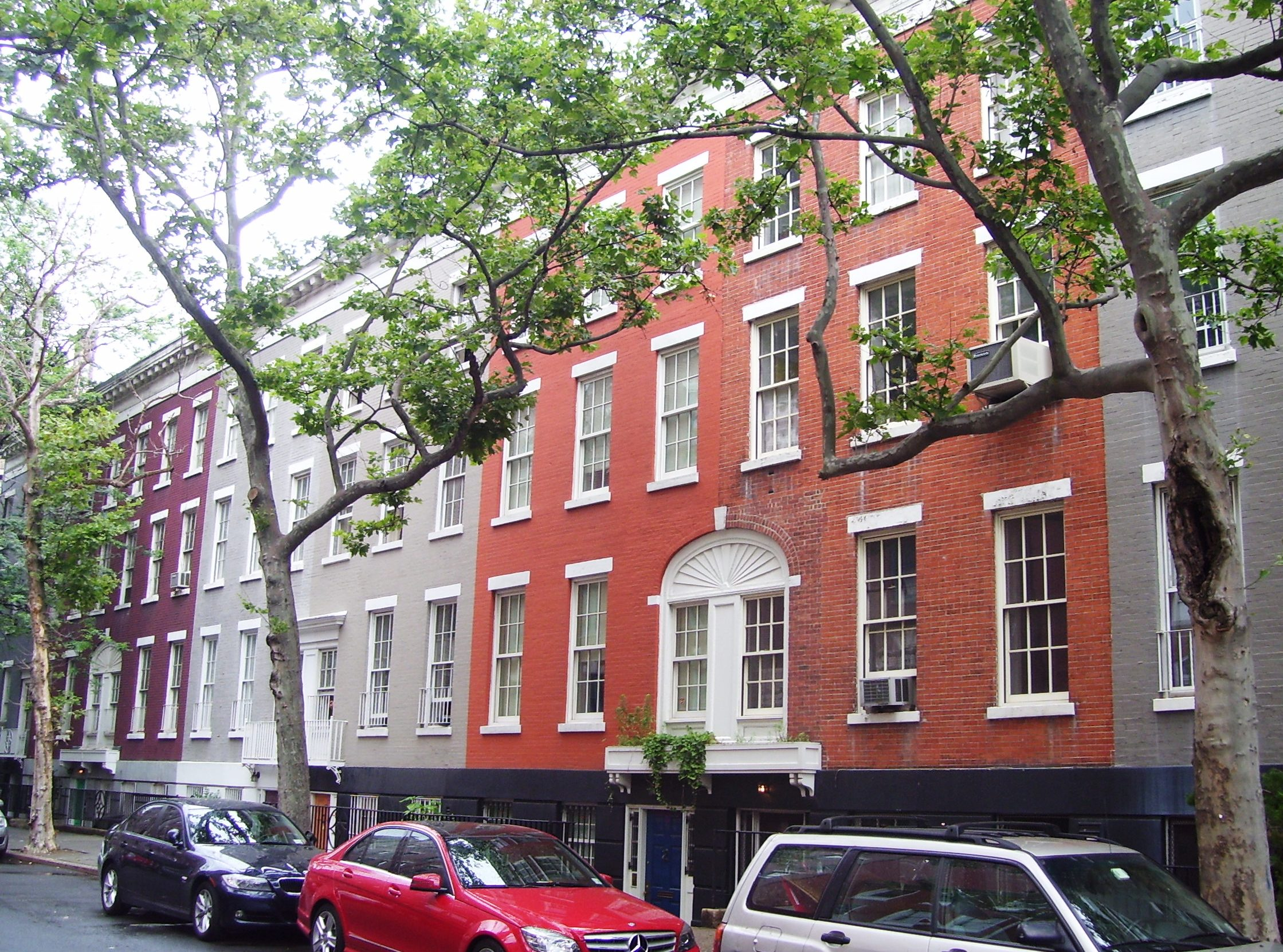
Häuser im MacDougal-Sullivan Gardens Historic District in Greenwich Village, Manhattan

Am Tag der Amtseinführung von Barack Obama als amerikanischer Präsident im Januar 2009 lässt sich der 70-jährige Patriarch eines indischen, in die organisierte Kriminalität verstrickten Clans in New York nieder, um in der amerikanischen Metropole den Bedrohungen in seiner indischen Heimat zu entfliehen. Er nennt sich Nero Golden nach dem römischen Kaiser Nero und bezieht ein pompöses Wohngebäude in Greenwich Village, das fortan nach der römischen Domus Aurea The Golden House genannt wird. Auch seine drei Söhne brechen mit ihrer indischen Vergangenheit und nehmen Namen aus der Antike an: Der erstgeborene Sohn nennt sich Petronius, abgekürzt „Petya“, nach Titus Petronius, dem Autor des Satyricon. Er hat Autismus und Agoraphobie, in seiner sozialen Isolation entwickelt er erfolgreich Spiele-Apps. Sein Bruder Apuleius, abgekürzt „Apu“, nach dem Verfasser des Goldenen Esels, wird ein bei Frauen und Galeristen begehrter Künstler. Ihr unehelicher, androgyner Halbbruder Dionysos, genannt „D“, sucht seine Orientierung zwischen Mann, Frau und der Vielfalt sonstiger Gender-Identitäten.
Die Neuankömmlinge ziehen unwillkürlich das Interesse ihrer Nachbarn auf sich, darunter des Erzählers, des Sohnes eines belgischen Akademiker-Ehepaares, der sich René nennt, so wie sich der Erzähler in Moby Dick Ismael nennt. Der aufstrebende Filmemacher erkennt in den Goldens den Stoff seines Lebens und zieht nach dem Tod seiner Eltern ins Haus Golden ein, um die Familie aus unmittelbarer Nähe studieren zu können. In dieser haben sich erste Risse aufgetan, als Apu Petya die Liebe seines Lebens, die bezaubernde somalische Bildhauerin Ubah Tuur, wegnimmt. Vor allem jedoch bringt Neros zweite Ehefrau, die ambitionierte junge Russin Vasilisa Arsenyeva, die Ordnung im Haus durcheinander, denn bald schon zeigt sich, dass der alte Nero ihr hoffnungslos verfallen ist und sie mit ihrer kühl berechnenden Art die Fäden im Haus in der Hand hält. Schließlich zieht sie auch den Beobachter René in das Spiel, als sie mit ihm ein Kind zeugt, das sie Nero als seinen Erben unterschiebt und das auf den Namen Vespasian, kurz „Vespa“, getauft wird.
Acht Jahre nach Neros Ankunft in Amerika hat der Joker die Macht als amerikanischer Präsident ergriffen, nachdem die Wähler den allzeit grinsenden und pöbelnden Superschurken mit grünem Haar seiner Kontrahentin Batwoman vorgezogen haben. Nicht nur Amerika droht eine ungewisse Zukunft, auch das Haus Golden steuert seinem Untergang entgegen. Neros drei leibliche Söhne sind einer nach dem anderen ums Leben gekommen. Apu, der an der Seite Ubah Tuurs seine indische Heimat besucht, wird von rachsüchtigen Geschäftspartnern seines Vaters ermordet. Petya wird von einem Amokläufer mit Clownsmaske niedergeschossen. D verzweifelt daran, dass er sich keiner der vielen angebotenen Identitäten zugehörig fühlt, und bringt sich um. Schließlich brennt das Haus Golden in einer Kette unvermeidlicher tragischer Ereignisse mitsamt Nero und seiner Frau nieder. Nur der kleine Vespasian überlebt den Sturz aus einem Fenster wie ein Wunder. Nero, um den Betrug seiner Ehefrau wissend, hat René im Falle seines Todes zu seinem Vormund bestimmt, und so wird der Erbe des Golden’schen Vermögens fortan von dem Filmemacher und seiner Freundin Suchita Roy, die ihm den Seitensprung verzeiht, aufgezogen. Er beendet seinen Film mit einer Einstellung, in der alle Figuren verschwimmen und nur das wirbelnde Leben bleibt.

## Rezeption
Der Roman Golden House von Salman Rushdie, der selbst seit 17 Jahren in New York lebt, wurde in seiner Wahlheimat vor allem als „politischer Debattenbeitrag“ zum Amerika des Donald Trump gelesen und als „erster literarischer Gegenschlag der geschockten Kulturelite begrüßt“. Es ist jedoch für Ronald Düker auch „der bombastische Roman eines begnadeten und mit allen Wassern des magischen Realismus gewaschenen Erzählers“, der die Fragen der griechischen Tragödie neu aufwerfe: „Kann jemals eine Flucht gelingen? Wie unerbittlich ist das Schicksal, wie frei der Mensch?“ Auch Angela Schader sieht in der Familiengeschichte der Goldens „die Wucht und Schicksalshaftigkeit einer klassischen Tragödie, bei der sowohl die Atriden als auch Shakespeare und obendrein etliche Persönlichkeiten der römischen Historie Pate standen“, auch wenn er sein „ambitioniertes Konzept“ trotz starker Figuren am Ende nicht ganz ausfülle. Trump hingegen gönnt Rushdie die Ehre einer großen Tragödie nicht und lässt ihn von „Orange auf Grün umfrisiert“ bloß auf einer Nebenbühne auftreten.
Für Jan Wiele liegt der Reiz des Romans von allem in dem „Dichtererzähler“, der einerseits Teil der Handlung ist, andererseits diese dem Leser oft nur über literarische und filmhistorische Anspielungen vermittelt. Dem Roman sei „damit deutlich als Leitthema die Fiktionalität der Wirklichkeit eingeschrieben“, Rushdie treibe mit den aktuellen Bezügen auf Fake News und postfaktische Politik das postmoderne Erzählen „lustvoll auf die Spitze“, wenngleich er die literarischen Anspielungen und das Namedropping zum Teil übertreibe. Burkhard Müller liest daher „eine Art Making-of, ein anekdotenreicher Appendix für die Fans“, dessen „hunderttausend Querbezüge […] einen exquisiten Geschmack beweisen“, doch dem Roman auch seine Spannung und Eigenständigkeit rauben. Jan Küveler sieht Rushdie „in totalem Tourette-Modus […] seine ganzen, siebzigjährigen Gelehrsam- und Selbstgefälligkeiten“ über dem Leser auskippen, was sich immerhin so gut lese „wie bei anderen Topstilisten der amerikanischen Sprache“, namentlich Vladimir Nabokov und Truman Capote. Anne Haeming freut sich über den unzuverlässigen Chronisten und dessen „selbstreferentielles Filmskript-mit-Notizbuch“. Eine „emotionale Nähe“ zu den Figuren bleibe allerdings aus, vielleicht weil die Liebe in einer Welt implodierender Identitäten, „Übermenschliches leisten muss“.
Für Shirin Sojitrawalla bilden „Zeiten des Übergangs, Metamorphosen“ und das „Zeitalter der Identität“ den Mittelpunkt von Rushdies Roman: „Wer bin ich, und wer entscheidet darüber?“ Dabei sei Golden House gleichzeitig Gangstergeschichte, Familienroman, Liebesgeschichte und Geistergeschichte, als die die amerikanische Politik entlarvt wird. Rushdies „üppiges, spöttisches, ironisches Erzählen“ mische „Länder, Textsorten, Bezugsrahmen, Haltungen […], bis sich Realität und Fantasie, Buch und Welt nicht mehr trennen lassen.“ Das Ergebnis sei „Opernhafter Realismus“ nach der Devise „bigger than life“. Arno Widmann bewundert „die souveräne Leichtigkeit“ Rushdies, die den Leser mit seiner „Lust am Denken und Gegendenken“ anstecke: „Er verliert die Angst vor dem Unbekannten, vor dem Unverständlichen. Er lernt von ihm zu singen, zu tanzen womöglich, auch wenn er es nicht versteht.“ Golden House ende mit einer philosophisch untermauerten „Hoffnung, dass das Böse auf Dauer nicht siegen wird“. Und auch wenn Widmann diese Hoffnung nicht teilen mag, so zeigt für ihn das Buch als „Mutmacher“, „dass auch das Schlimmste erzählt werden kann“, und weckt damit „im Leser so etwas wie Liebe zu dieser schrecklichen, mörderischen Welt“.

## Hintergrund
Beim Verfassen des Romans ließ sich Autor Salman Rushdie von dem Spielfilm Das Fenster zum Hof des Regisseurs Alfred Hitchcock von 1954 inspirieren.

## Ausgaben
- Salman Rushdie: The Golden House. Random House, New York 2017, ISBN 978-0-399-59280-5.
- Salman Rushdie: Golden House. Aus dem Englischen von Sabine Herting. Bertelsmann, München 2017, ISBN 978-3-570-10333-3.
- Salman Rushdie: Golden House. Lesung von Simon Jäger. Der Hörverlag, München 2017, ISBN 978-3-8445-2735-3.